# Martignas-sur-Jalle
Martignas-sur-Jalle ist eine französische Stadt im Département Gironde in der Region Nouvelle-Aquitaine. Die Gemeinde gehört zum Kanton Mérignac-2 im Arrondissement Bordeaux. Sie liegt im näheren Einzugsgebiet der Stadt Bordeaux und wird vom Fluss Jalle durchquert. Während Martignas-sur-Jalle im Jahr 1962 noch über 892 Einwohner verfügte, zählt man aktuell 7959 Einwohner (Stand 1. Januar 2022).

## Geschichte

### Camp de Souge
Camp de Souge war seit 1900 ein französischer Militärstützpunkt auf dem Gelände der Gemeinde Martignas-sur-Jalle. Dieser wurde im Juli 1940 von der deutschen Wehrmacht übernommen. Unter deren Herrschaft wurden zwischen 1940 und 1944 in dem Camp mindestens 256 Mitglieder des französischen Widerstands hingerichtet. Camp de Souge gilt neben der Festung von Mont Valérien in der Nähe von Paris als der Ort in Frankreich, an dem die zweitmeisten   Erschießungen in Frankreich stattfanden. Während die Männer erschossen wurden, blieben auch ihre Frauen und Verwandten nicht von Verfolgungen verschont. Viele wurden deportiert, einige überlebten nicht. Auch daran erinnert heute ein den Frauen der Erschossenen gewidmete Gedenktafel.

## Bevölkerungsentwicklung
| Jahr                       | 1962 | 1968 | 1975 | 1982 | 1990 | 1999 | 2006 | 2017 |
| Einwohner                  | 892  | 944  | 1424 | 3726 | 5732 | 5574 | 6633 | 7386 |
| Quellen: Cassini und INSEE |      |      |      |      |      |      |      |      |

## Weinbau
Martignas-sur-Jalle ist ein Weinbauort in der Weinbauregion Graves.

## Städtepartnerschaft
- Foundiougne in Senegal